# My Kind of Country
My Kind of Country è l'ottavo album in studio della cantante di musica country statunitense Reba McEntire, pubblicato nel 1984.

## Tracce
1. How Blue – 2:42 (John Moffat)
2. That's What He Said – 2:30 (Rick Carnes, Janis Carnes)
3. I Want to Hear It from You – 2:21 (Fred Carter Jr.)
4. It's Not Over (If I'm Not Over You) – 3:10 (Larry Kingston, Mark Wright)
5. Somebody Should Leave – 3:34 (Harlan Howard, Chick Rains)
6. Everything but My Heart – 3:10 (Graham Lyle, Troy Seals)
7. Don't You Believe Him – 2:19 (Nat Stuckey)
8. Before I Met You – 2:29 (J. William Denny, Joe "Cannonball" Lewis, Chuck Seitz)
9. He's Only Everything – 3:19 (Billy Deaton, Faron Young)
10. You've Got Me (Right Where You Want Me) – 2:41 (George Richey, Connie Smith)